# Golosine

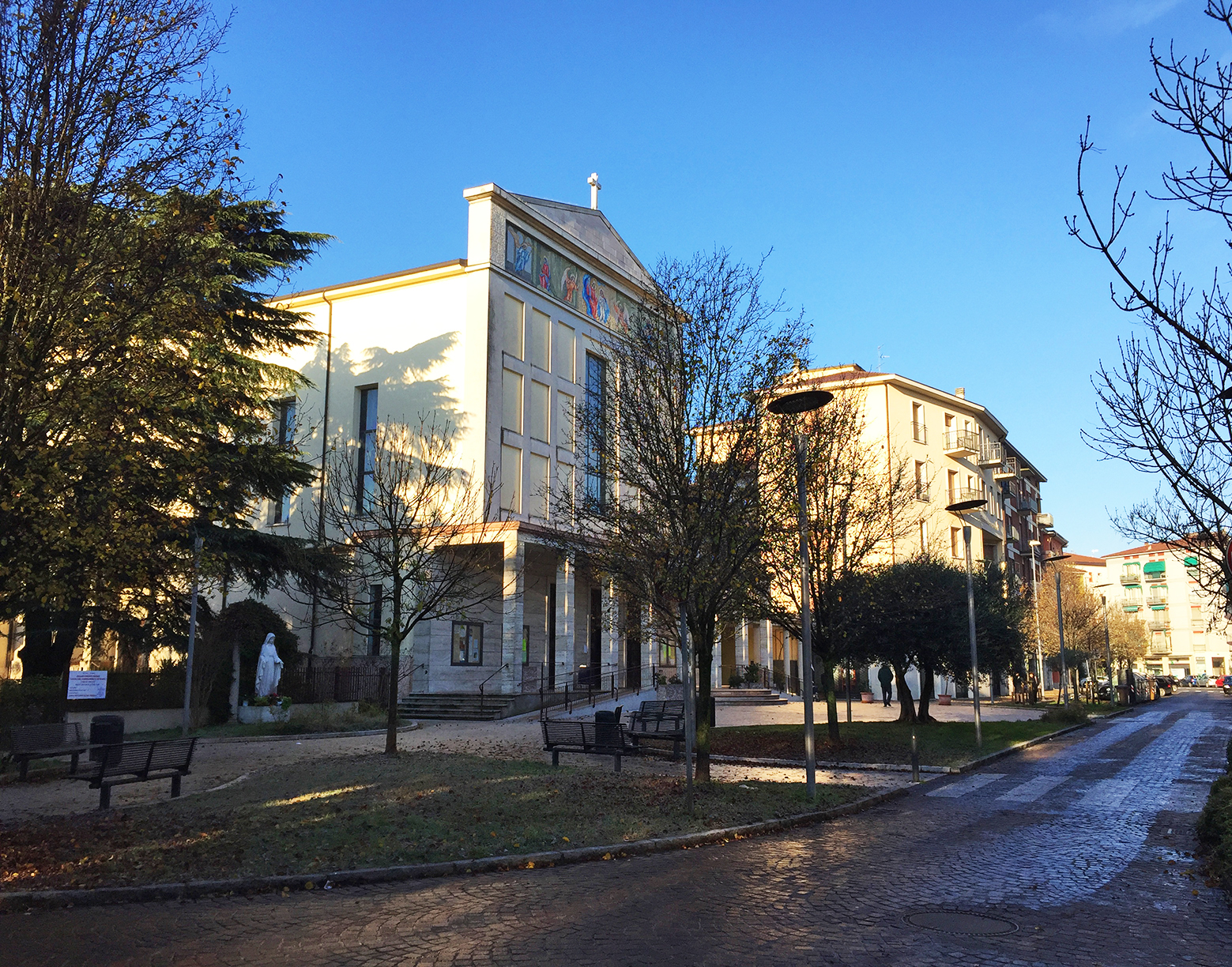
Golosine

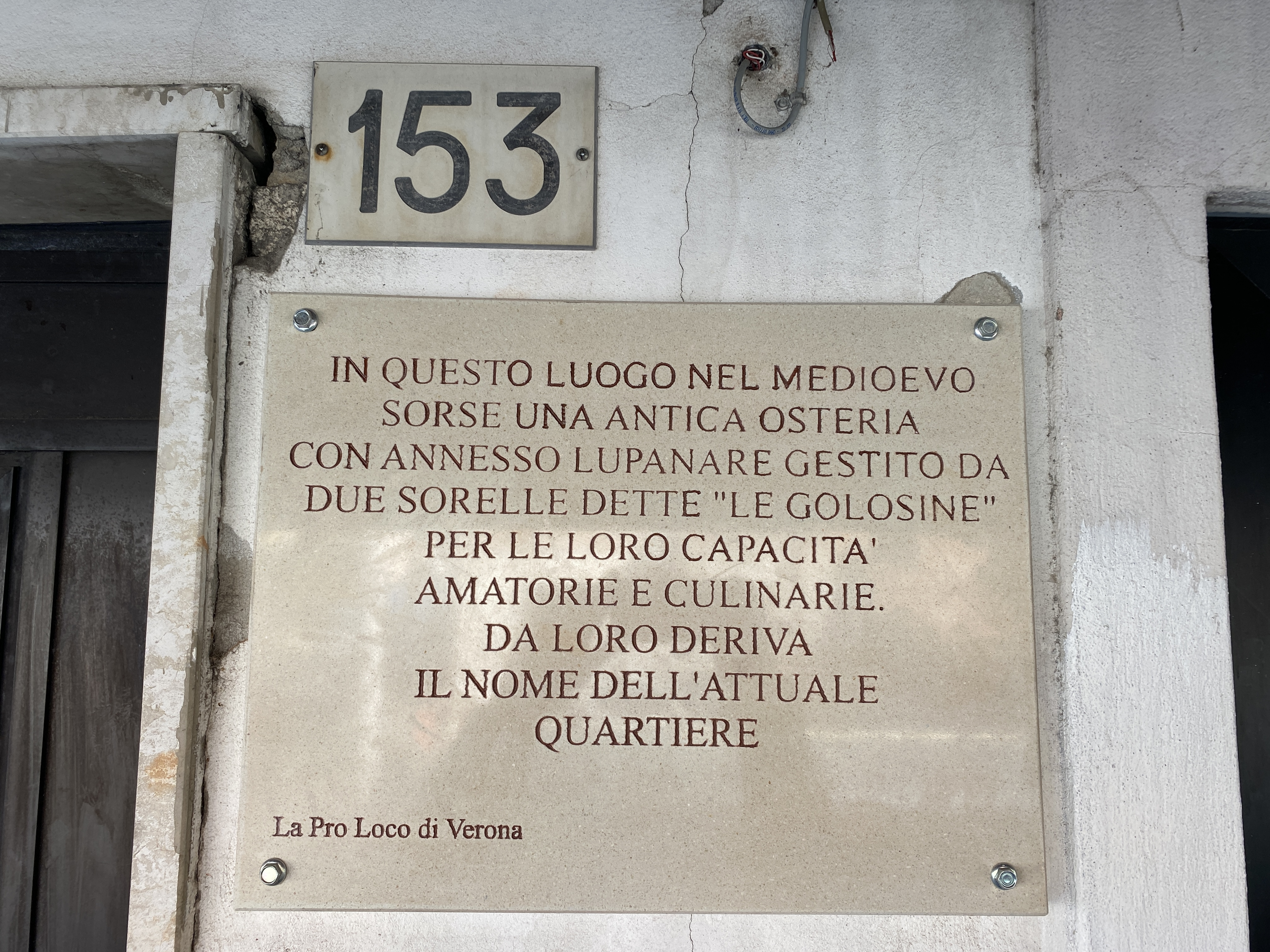
Targa in via Golosine 153

Golosine è uno dei quartieri a sud di Verona che fa parte della circoscrizione 4. Il quartiere è abitato da 14.828 persone. Dista all'incirca 2,5-3 km dal centro, raggiungibile tramite alcune linee di autobus pubblici. 
Per effetto dell'incremento demografico si sta sviluppando velocemente con servizi ed attrezzature adeguate. È previsto il riassetto della zona confinante con il Quartiere Fieristico a sud di Verona così come indicato nel nuovo PAT (Piano Assetto Territoriale) lungo l'asse Viale Piave-Viale del Lavoro con la costruzione di nuovi insediamenti commerciali, sistemazione degli ex magazzini generali, con l'aumento delle zone verdi e la realizzazione di nuovi parcheggi per l'Ente Fieristico. Raggiungibile con gli autobus del servizio urbano ATV 23,24,73 e 62 e con gli autobus serali 91 e 98.
Nel Medioevo la zona era ricoperta di boschi molto vasti, luogo di caccia, ma anche rifugio di briganti. Al limite del bosco c'era un'osteria con annessa casa chiusa al piano superiore, gestita da due sorelle, dette "le golosine" per le loro abilità amatorie e culinarie, da cui il nome dell'attuale quartiere. L'osteria si trovava alla fine dell'attuale via Golosine, all'attuale civico 153 Vedi l'edificio che ha dato il nome al quartiere
Il confine Nord del quartiere è segnato dall'antica linea ferroviaria Verona Bologna, che divide le Golosine dal quartiere Santa Lucia.

## Curiosità
In questo quartiere è cresciuto il celebre attore, cantante e membro-fondatore dei Gatti di Vicolo Miracoli Umberto Smaila.